# Victor Vassiliev
Victor Anatolyevich Vassiliev ou Vasilyev (em russo:  Виктор Анатольевич Васильев; 10 de abril de 1956), é um matemático soviético e russo.
Foi palestrante convidado do Congresso Internacional de Matemáticos em Zurique (1994: Topology of Discriminants and their Complements).